# Předseda vlády Španělska

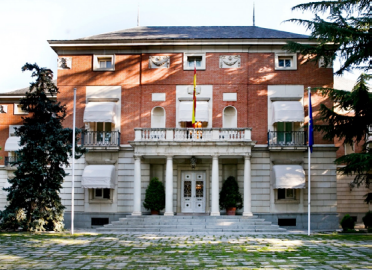
Palác Moncloa, oficiální sídlo premiéra

Předseda vlády Španělska (španělsky: Presidente del Gobierno, česky doslovně prezident vlády) je hlavou vlády Španělského království a nejvyšší výkonnou funkcí ve Španělsku. V současné podobě existuje od schválení ústavy v roce 1978, avšak historii úřadu lze dosledovat až do roku 1823, kdy byla zřízena funkce předsedy Rady ministrů zvaná tehdy Státní tajemník (Secretario de Estado). Od roku 1834 se ve španělštině užívá pro funkci termín „předseda Rady ministrů“ (Presidente del Consejo de Ministros) a od roku 1939 název „předseda vlády“ (Presidente del Gobierno). Premiér sídlí v Paláci Moncloa v Madridu. Úřad premiéra je běžně zván La Moncloa, jmenují se tak i oficiální premiérovy internetové stránky.

## Jmenování a odvolávání
Španělský panovník premiéra nejmenuje, pouze ho nominuje k hlasování o důvěře do Kongresu poslanců (dolní komory parlamentu), přičemž nominaci musí spolupodepsat předseda Kongresu. Zvolen je premiér až ve chvíli získání důvěry, k čemuž potřebuje v prvním kole hlasování většinu členů Kongresu (aktuálně 176 z 350 poslanců), případně ve druhém kole (jež se musí konat do dvou dnů) prostou většinu přítomných v Kongresu. Pokud kandidát nezíská důvěru ani ve druhém kole, panovník se znovu setká s politickými vůdci a navrhne nového kandidáta. Jestliže během dvou měsíců žádný kandidát nezíská důvěru Kongresu, pak král parlament rozpustí a vyhlásí nové všeobecné volby. Získá-li kandidát důvěru, je králem formálně jmenován premiérem.
Během slavnostní přísahy, které předsedá král, a která se koná obvykle v Salón de Audiencias v Paláci Zarzuela, složí zvolený premiér přísahu nad otevřenou ústavou a vedle Bible a krucifixu - Bibli a krucifix ale může odmítnout, což se v historii stalo dosud jednou, roku 2018 v případě Pedra Sáncheze, který to zdůvodnil svým ateismem. Premiér je automaticky odvolán z funkce den po volbách, ale zůstává ve funkci jako dočasný, dokud jeho nástupce nesloží přísahu. Král může na radu předsedy vlády vyhlásit předčasné volby, ale ne dříve než rok po předchozích všeobecných volbách. Pokud vláda ztratí důvěru parlamentu, pak musí premiér ihned odstoupit. Premiér může být odvolán pouze tzv. "konstruktivním vyslovením nedůvěry". To znamená, že návrh na vyslovení nedůvěry musí obsahovat také jméno toho, kdo má úřadujícího premiéra nahradit. Pokud je tento návrh při hlasování úspěšný, má se automaticky za to, že náhradní kandidát má důvěru Kongresu a panovník je povinen jmenovat jej neprodleně novým předsedou vlády.
Vládní zákon z roku 1997 upravuje nástupnictví v případě, že předseda vlády zemře: nastupuje na jeho místo automaticky místopředseda vlády. Je-li místopředsedů více, pak první místopředseda vlády. Není-li místopředseda určen, předsedu vlády nahrazují ministři podle pořadí priorit resortů. To je následující: ministr zahraničních věcí, ministr spravedlnosti, ministr obrany a ministr financí.

## Pravomoc
Premiér v rukou drží prakticky veškerou výkonnou moc. I když je ústavou část výkonné moci svěřena i králi, jeho akty nejsou platné, pokud nejsou spolupodepsány příslušným ministrem či premiérem. Podle článku 64 ústavy tento ministr či předseda vlády poté přebírá politickou odpovědnost za daný čin. Král sám odpovědný není.